# (3315) Chant
(3315) Chant es un asteroide perteneciente al cinturón de asteroides, descubierto el 8 de febrero de 1984 por Edward Bowell desde la Estación Anderson Mesa (condado de Coconino, cerca de Flagstaff, Arizona, Estados Unidos).

## Designación y nombre
Designado provisionalmente como 1984 CZ. Fue nombrado Chant en honor al astrónomo y astrofísico canadiense Clarence Chant.